# Аскеранський краєзнавчий музей
Аскеранський краєзнавчий музей — районний краєзнавчий музей Аскеранського району Нагірно-Карабаської Республіки, що розташований на першому поверсі Аскеранської районної ради. Музей було засновано за радянської доби, що підтверджується великою мапою району, що зображувала район у межах, що існували до розпаду СРСР. Для потреб музею виділено дві кімнати, більша кімната складається з експонатів загального фонду — витвори гончарства, живопису, народного побуту, а менша кімната присвячена останній війні, зокрема подіям та учасникам оборони міста та району.